# Motor Lagonda L6

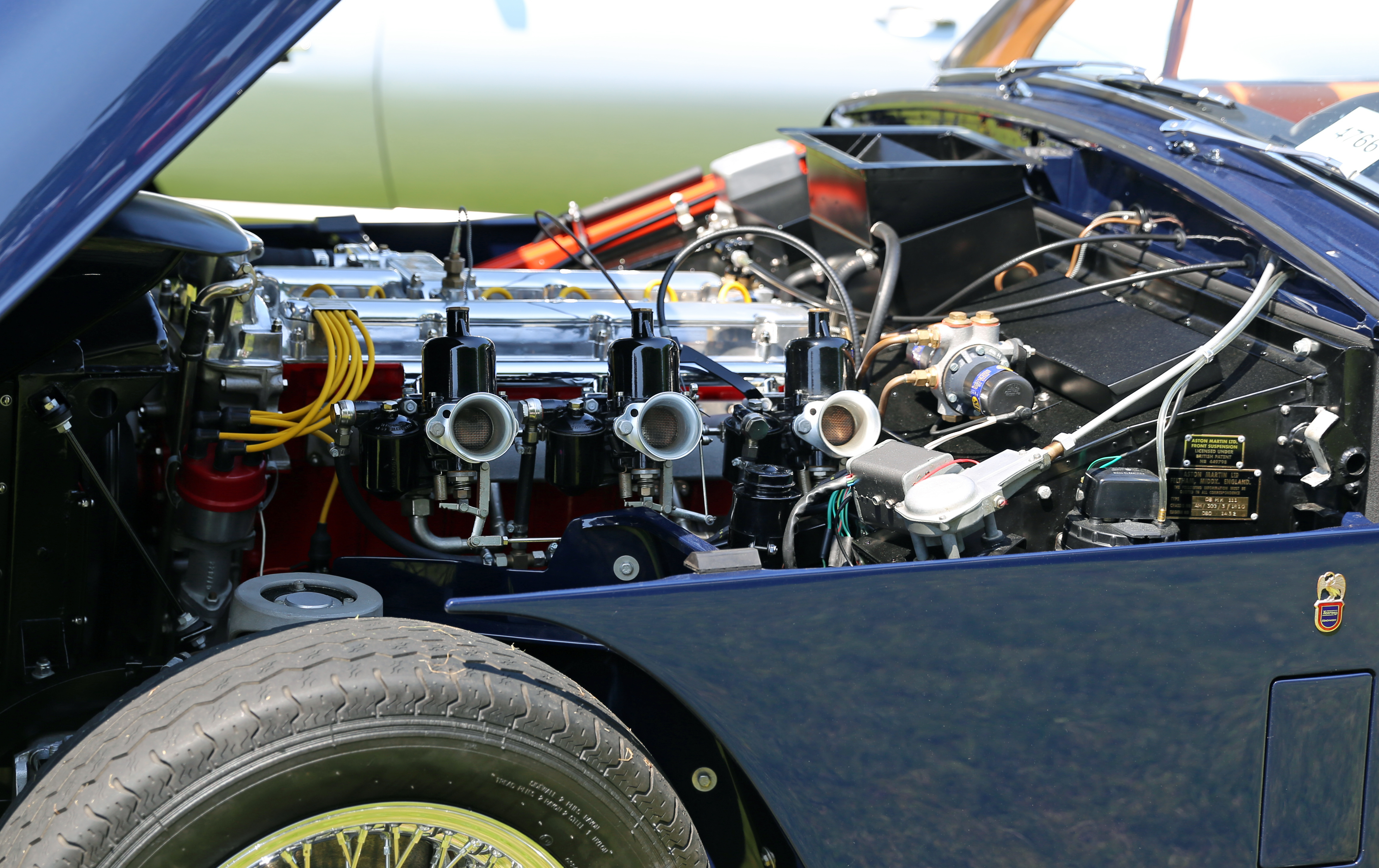
Motor Aston Martin Lagonda DBD en un DB 2/4 Mark III de 1959

El Lagonda 6 en línea es un famoso motor de automóvil utilizado por las marcas Aston Martin y Lagonda en la década de 1950. Diseñado por Willie Watson bajo la supervisión de Walter Owen Bentley de Bentley Motors Limited, hizo saltar a Aston Martin a la fama como fabricante de atractivos deportivos y de coches de carreras.

## Historia
Hacia el final de la Segunda Guerra Mundial, W. O. Bentley comenzó a trabajar en un nuevo motor de seis cilindros en línea para la marca Lagonda. Bentley había tomado un asiento en la junta directiva de Lagonda cuando Alan Good compró y reorganizó Lagonda en junio de 1935. W. O. Bentley había completado su mandato acordado de tres años con su rival histórico Rolls-Royce como propietario, que había adquirido su antiguo negocio en 1931. Rolls-Royce se había negado a devolver la marca Bentley a las carreras y habían reemplazado muchos de sus diseños de chasis y de motores por los suyos propios. Estaba claro que el exitoso V12 de Lagonda sería visto como demasiado extravagante para el mercado de la posguerra. 
Bentley y su equipo desarrollaron un moderno motor de seis cilindros en línea con doble árbol de levas en cabeza. Inicialmente tenía una cilindrada de 2,6 L (2580 cc/157 in3) con un  diámetro de 78 mm (3,07 pulg)  y una carrera de 90 mm (3,543 pulg), que rendía aproximadamente 105 CV (78 kW) con carburadores SU dobles. 
El Lagonda straight-6 llamó la atención de David Brown, que había comprado Aston Martin en 1947. El cuatro cilindros diseñado por Claude Hill no era lo suficientemente potente para Brown, que deseaba un motor potente y de alta tecnología para Aston Martin. Entonces, Brown también compró Lagonda, incorporando Aston Martin Lagonda Ltd. ese mismo año. 
El primer vehículo producido en serie que utilizó el nuevo motor de Bentley fue el Lagonda 2.6-Litre de 1948. Era un automóvil grande para el lugar y la época, disponible como sedán de cuatro puertas o convertible de dos puertas, y solo podía alcanzar 84 mph (135 km/h). 
Las ventas escaseaban, y el modelo deportivo Aston Martin 2-Litre Sports de 4 cilindros y 2 litros apenas se vendía. Brown decidió compartir el Straight-6 con Aston, creando el exitoso modelo DB2. Este automóvil se ubicó en primer y segundo lugar en su clase en las 24 Horas de Le Mans en su presentación en 1950, impulsando a Aston Martin al nivel superior de las empresas de automóviles deportivos de la posguerra. 
El 2.6 L straight-6 pasó a impulsar el coche de carreras DB3 y el coche de carretera DB2/4, antes de ampliarse a 2,9 L (2922 cc/178 in3 y 83 mm x 90 mm) en 1952 para el DB3, en septiembre de 1953 para el DB2/4 Mk1 Berlina, y en abril de 1954 para el DB2/4 Mk1 DHC. La potencia finalmente alcanzó 195 hp (145 kW) con carburadores Weber triples de doble estrangulador en el DB Mark III de especificación "DBB" después de un rediseño sustancial de Tadek Marek, pero el motor para entonces ya estaba acusando su edad. Fue reemplazado en el DB4 y en los coches posteriores por un 3.7 L de seis cilindros en línea diseñado por Tadek Marek.

## Aplicaciones
- 2.6   L (2580 cc/157 in3) 
  - 1948-1953 Lagonda 2,6 litros
  - 1950-1953 Aston Martin DB2
  - 1950-1952 Aston Martin DB3 en 1952 - Mille Miglia, Silverstone, Prix de Bern, Empire Trophy (Isla de Man), Le Mans 14/15.6.52, Jersey 10.07.52, Boreham 02.08.52, Goodwood 9 horas (2 coches)
  - 1953-1954 Aston Martin DB2/4
- 2,9 L (2922 cc/178 in3) 
  - 1952-1953 Aston Martin DB3 utilizado por primera vez en Mónaco 02.06.52 (3 coches) y luego las 9 horas de Goodwood 16.08.52 (1 coche)
  - 1953-1956 Aston Martin DB3S
  - 1953-1958 Lagonda 3 Litros
  - 1954-1955 Aston Martin DB2/4
  - 1955-1957 Aston Martin DB2/4 Mark II
  - 1957-1959 Aston Martin DB Mark III después del rediseño de Marek